# John Wenger
John Weaver Wenger, född 11 april 1778 i Bethel, Dauphin County, Pennsylvania, död 12 maj 1851, var en amerikansk, anabaptistisk förkunnare.
1799 gifte sig Wenger med Anna Long. De fick nio barn tillsammans, innan Anna dog 1819. 
Wenger gifte sedan om sig med Sarah Hahn. 
1824 bosatte de sig, med barnen, i Montgomery County, Ohio. Där bildade Wenger och Samuel Herr snart en brödraförsamling.  1838 bröt denna församling med andra församlingar inom de så kallade River Brethren på grund av oenighet i nattvardsfrågan och bildade en egen rörelse, ofta kallad wengeriter av utomstående. Som mest bestod den av femton församlingar, på orter som Wengerlawn, New Carlisle, Englewood, Ansonia, Phillipsburg, Springfield, Ohio, Decatur, Indiana och Shambaugh, Iowa. 
Efter Wengers död övertog sonen John jr ledningen av rörelsen. Detta ledde till motsättningar som 1861 fick pastor John Swank och hans anhängare att lämna rörelsen. 1883 slog swankiterna sig ihop med Evangelical United Mennonites och bildade Mennonite Brethren in Christ. Fler wengeriter kom under årens lopp att ansluta sig till den sistnämnda kyrkan, en församling så sent som 1920. 
Den lilla återstoden av Wengers efterföljare antog namnet Pentecostal Brethren in Christ och uppgick 1924 i den nybildade Pilgrim Holiness Church.